# Sinus sagittal supérieur
Le sinus sagittal supérieur (ou sinus longitudinal supérieur ou sinus triangulaire) (en latin sinus sagittalis superior) est un des sinus veineux crâniens ou sinus dure-mériens.
Formé par la duplication de la dure-mère, situé sur la ligne médiane, le sinus longitudinal supérieur est le plus long de tous les sinus du cerveau.
II occupe le bord supérieur, convexe de la faux du cerveau, immédiatement au-dessous de la suture frontale (où il reçoit une veine nasale), de la suture sagittale des pariétaux et de la moitié supérieure de la portion squameuse de l'os occipital, depuis l'apophyse crista galli de l'ethmoïde jusqu'à la protubérance occipitale interne.
Il a la forme d'un triangle dont la base regarde en haut et le sommet en bas, s'élargit beaucoup, mais peu à peu, d'avant en arrière, et se termine à la protubérance occipitale interne, où il s'anastomose ordinairement avec le sinus transverse droit, dans un enfoncement irrégulier qu'on appelle confluent des sinus ou pressoir d'Hérophile (torcular Herophili).
Le sinus longitudinal reçoit de chaque côté, dans ses parties latérales et inférieures, dix à douze veines, qui naissent de la face supérieure et interne du cerveau, et qui marchent dans la pie-mère, principalement au-dessus des sillons situés entre les circonvolutions.
On observe avec une grande fréquence l'existence d'un drainage veineux asymétrique. Le sinus longitudinal supérieur se jette alors le plus souvent dans le sinus transverse droit et le sinus droit majoritairement dans le sinus transverse gauche
Le liquide céphalo-rachidien s'écoule dans ce sinus via les villosités arachnoïdiennes et retourne ainsi à la circulation veineuse.